# Ајнхард
Ајнхард (775 — 14. март 840) био је франачки научник, писац и дворанин. Био је слуга Карла Великог и његовог сина Лудвига Побожног. Остао је упамћен по свом највећем делу - биографији Карла Великог „Vita Caroli Magni“, која представља једно од највећих књижевних завештања раног средњег века.

## Биографија

### Јавни живот
Ајнхард потиче из источног немачког говорног подручја Франачког краљевства. Рођен је у породици релативно ниског статуса. Родитељи су га послали да се школује за монаха у Фулди - једној од најимпресивнијих просветних центара Франачке државе у то доба. Послали су га на овај позив вероватно због његовог малог раста због кога није могао да јаше коња и рукује борбеним мачем. Због тога је Ајнхард концентрисао своју енергију на учење, посебно на овладавање латинским језиком. Упркос његовом скромном пореклу, био је примљен у изузетно богат двор Карла Великог између 791. и 792. Карло је дуго трагао за ученим људима које је на крају окупио око себе и формирао краљевску школу на челу са нортамбријским учитељем Алкуином. Ајнхард је вероватно био добар архитекта и градитељ, пошто га је Карло задужио да заврши неколико комплекса палата, укључујући и Ахену и Ингелхајм. Године 814, када је умро Карло Велики, његов син и наследник Луј Побожни именовао је Ајнхарда за свог приватног секретара. Ајнхард се повукао са двора када је дошло до свађе између Луја и његових синова у пролеће 830.
Умро је у Зелигенштату, 840. године.

### Приватни живот
Био је ожењен Емом, о којој се веома мало зна (као и о већини жена из тог периода). Постоји могућност да су они имали сина Вусина. Њихов брак је био веома либералан. Ема је била активна колико и Ајнхард, ако не и више, у управљању њиховом имовином. Говори се да су се у каснијим годинама брака Ема и Ајнхард уздржавали сексуалног односа и уместо тога своју пажњу посветили религијским обавезама. Иако јој је несумњиво био привржен, Ајнхард није ништа написао о својој жени пре њене смрти. Први пут ју је поменуо 13. децембра 835. у свом писму пријатељу у коме пише да се сећа ње “сваки дан, шта год радио, у сваком подухвату, док радим кућне послове, у свему што се поставља између мојих религијских и земаљских дужности”.

## Дела
Ајнхард је писац из  века познат пре свега по томе што је написао биографију Карла Великог под називом „Vita Caroli Magni“. Дело је написао после смрти Карла Великог, у периоду између 817. и 830. и пружа директу информацију о животу Карла Великог. При писању угледао се на Светонијево дело „Биографија Августа“ из кога је преписивао читаве реченице, мада је важно нагласити и Ајнхардову оригиналност, то јест, прилагођавање модела и извора за своје потребе. У делу има нетачности, али је приказ Карлове личности свестран, пластичан и поред панегиричког карактера објективан. Дело је важан историјски извор и за јужнословенске народе, пошто се у њему помињу Срби, и Карантанија (Словенија).
Ово дело је написано као похвала Карлу Великом, кога је сматрао другим оцем и коме је био дужник “у животу и смрти”. Рад на тај начин садржи разумљив степен пристрасности, јер је Ајнхард водио рачуна да оправда Карла у неким стварима, не помињући неке проблеме срамне за Карла, попут моралности његових ћерки. Међутим, насупрот томе, он је у делу поменуо и неке занимљиве ствари, попут Карлових конкубина.
За историју Лудвига Побожног важна су Ајнхардова писма. Написао је и низ мањих дела, попут дела „Пренос моштију и чуда мученика Марцелина и Петра“ и „Обожавање крста“. После смрти Карла Великог, остао је на двору Луја Побожног где се бринуо о образовању његовог сина Лотара. Пред смрт се повукао у манастир.

## Срби у Далмацији 822. године
Као једини народ који почетком 9. века франачки анали (у познатом Ајнхардовом делу Vita Caroli Magni насталом између 817. и 830. године) наводе у Далмацији су Срби. Наводе се као Сораби, а тадашња Далмација је поред данашње Далмције била и већи део Босне и Херцеговине, Црне Горе и западне Србије. У Ајнхардовим аналима за Србе пише да су „народ који држи велики део Далмације“ (Sorabos, quae natio magnam Dalmatiae partem obtinere dicitur). Хрвати се у тим аналима не помињу, као ни у другим изворима везаним за Далмацију тог времена. Анализу овог историјског извора даје др Реља Новаковић у књизи "Где се налазила Србија од VII до XII века" (стр. 23-38, издање Историјског института у Београду 1981). У то време, тј. након Ахенског мира 812. године, Венецијом, Истром, далматинским острвима и приморским градовима укључујући Задар, Трогир, Сплит, Дубровник и Котор и даље је владало Источно римско царство (Византија) захваљујући својој апсолутној надмоћи на мору.